# Prawno (gromada)
Prawno (od 1 I 1963 Mazanów) – dawna gromada, czyli najmniejsza jednostka podziału terytorialnego Polskiej Rzeczypospolitej Ludowej w latach 1954–1972.
Gromady, z gromadzkimi radami narodowymi (GRN) jako organami władzy najniższego stopnia na wsi, funkcjonowały od reformy reorganizującej administrację wiejską przeprowadzonej jesienią 1954 do momentu ich zniesienia z dniem 1 stycznia 1973, tym samym wypierając organizację gminną w latach 1954–1972.
Gromadę Prawno z siedzibą GRN w Prawnie utworzono – jako jedną z 8759 gromad na obszarze Polski – w powiecie puławskim w woj. lubelskim na mocy uchwały nr 14 WRN w Lublinie z dnia 5 października 1954. W skład jednostki weszły obszary dotychczasowych gromad Dębniak, Michałów, Mazanów, Mariampol, Miłoszówka, Prawno, Pielgrzymka i Pocześle ze zniesionej gminy Rybitwy w powiecie puławskim oraz miejscowość Stasin z dotychczasowej gromady Stasin ze zniesionej gminy Annopol w powiecie kraśnickim tymże województwie. 
13 listopada 1954 gromada weszła w skład nowo utworzonego powiatu opolsko-lubelskiego w tymże województwie, gdzie ustalono dla niej 14 członków gromadzkiej rady narodowej.
1 stycznia 1962 do gromady Prawno włączono obszar zniesionej gromady Boiska w tymże powiecie.
1 stycznia 1963 gromadę Prawno zniesiono przez przeniesienie siedziby GRN z Prawna do Mazanowa i zmianę nazwy jednostki na gromada Mazanów.